# Kamenski Šeovci
Kamenski Šeovci falu Horvátországban Pozsega-Szlavónia megyében. Közigazgatásilag Bresztováchoz tartozik.

## Fekvése
Pozsegától légvonalban 19, közúton 28 km-re, községközpontjától légvonalban 15, közúton 22 km-re északnyugatra, Szlavónia középső részén, a Papuk-hegység déli szélén, az Orljava és a Brzaja-patakok összefolyásától keletre emelkedő magaslaton fekszik.

## Története
A török uralom idején Boszniából érkezett pravoszláv vlachok települtek ide. 1698-ban már „Sehovczi” néven 7 portával szerepel a török uralom alól felszabadított szlavóniai települések összeírásában. Az első katonai felmérés térképén „Dorf Scheovczi” néven látható. Lipszky János 1808-ban Budán kiadott repertóriumában „Seovczi” néven szerepel. Nagy Lajos 1829-ben kiadott művében „Seovczi” néven 6 házzal és 69 ortodox vallású lakossal találjuk. 1857-ben 71, 1910-ben 106 lakosa volt. 1910-ben a népszámlálás adatai szerint lakosságának 99%-a szerb anyanyelvű volt. Pozsega vármegye Pakráci járásának része volt. Az első világháború után 1918-ban az új szerb-horvát-szlovén állam, majd később (1929-ben) Jugoszlávia része lett. 1991-ben lakosságának 95%-a szerb nemzetiségű volt. A délszláv háború során 1991 októberének elején foglalták el a JNA banjalukai hadtestének csapatai. A horvát hadsereg egységei az Orkan ’91 hadművelet során 1991. december 26-án foglalták vissza. A szerb lakosság elmenekült. 2001-ben már nem volt állandó lakossága.

## Lakossága
| Lakosság változása | Lakosság változása | Lakosság változása | Lakosság változása | Lakosság változása | Lakosság változása | Lakosság változása | Lakosság változása | Lakosság változása | Lakosság változása | Lakosság változása | Lakosság változása | Lakosság változása | Lakosság változása | Lakosság változása | Lakosság változása |
| ------------------ | ------------------ | ------------------ | ------------------ | ------------------ | ------------------ | ------------------ | ------------------ | ------------------ | ------------------ | ------------------ | ------------------ | ------------------ | ------------------ | ------------------ | ------------------ |
| 1857               | 1869               | 1880               | 1890               | 1900               | 1910               | 1921               | 1931               | 1948               | 1953               | 1961               | 1971               | 1981               | 1991               | 2001               | 2011               |
| 71                 | 65                 | 67                 | 92                 | 89                 | 106                | 103                | 125                | 70                 | 75                 | 70                 | 52                 | 40                 | 20                 | 0                  | 0                  |